# Aruna Sairam
Aruna Sairam (aussi écrit Sayeeram en tamoul : அருணா சாய்ராம்) est une célèbre chanteuse de musique Carnatique mais qui se consacre aussi à d'autres musiques, y compris le chant grégorien et la musique arabo-andalouse. Elle est née à Bombay et a eu pour gourou Smt T. Brinda. Aruna Sairam a collaboré avec d'éminents artistes indiens. Aruna Sairam a donné de nombreux concerts en Inde, au Carnegie Hall de New York, au Théâtre de la Ville de Paris et au Festival de Musique sacrée au Maroc.

## Référence
1. ↑  Biographie en anglais.